# West Lebanon (Indiana)
Pour les articles homonymes, voir West Lebanon.
West Lebanon est une municipalité du Pike Township, comté de Warren, dans l'Indiana, aux États-Unis. Sa population est de 678 habitants au recensement de 2020.

## Géographie
West Lebanon est située juste au sud de la Indiana State Road 28, à environ 12,1 km à l'est de la frontière avec l'Illinois et à environ 8 km à l'ouest de Williamsport. La State Road 263 est parallèle à High Street et croise la State Road 28 à la limite nord de la ville. Une ligne du Norfolk Southern Railway traverse également la limite nord de la ville.
Selon le recensement de 2010, West Lebanon a une superficie totale de 1,61 km2, entièrement terrestre.

## Histoire
West Lebanon est aménagée à l'automne 1830 par Ebenezer Purviance, John G. Jemison et Andrew Fleming, et se compose de 64 lots. D'abord nommé Lebanon, son nom est changé en West Lebanon en 1869 lors de l'incorporation de la ville, peut-être par déférence pour la communauté du même nom du comté de Boone qui a établi son bureau de poste le 15 décembre 1832, onze jours seulement avant le sien.
En l'absence de cours d'eau, la croissance de West Lebanon est relativement lente et, pendant de nombreuses années, le nombre de familles n'excède pas 20. Cependant, avec l'achèvement du Wabash Railroad à un peu plus d'un kilomètre au nord de la ville en 1856, la croissance de la communauté s'est améliorée et la majeure partie de la ville s'est déplacée plus près de la gare. La zone de peuplement d'origine est alors connue sous le nom de Old Town. En 1850, West Lebanon compte 150 habitants, 300 en 1860, 500 en 1870 et 700 en 1880.
Une bibliothèque Carnegie est construite à l'angle de High Street et North Street en 1916 et continue de fonctionner sous le nom de West Lebanon-Pike Township Public Library.
Un incendie détruit une partie du quartier des affaires de West Lebanon dans la soirée du 26 janvier 2011, détruisant une rangée de bâtiments le long du côté ouest de High Street, entre les rues First et North,.

## Démographie
Lors du recensement de 2010, la ville de West Lebanon compte 723 habitants, 192 ménages et 287 unités de logement. La densité de population est de 453,6 /km2.
Lors du recensement de 2020, la ville compte 678 habitants, 389 ménages et 303 unités de logement